# Провидіння (фільм)
«Провидіння» (англ. Providence) — перший художній фільм видатного французького режисера Алена Рене поставлений у 1977 році англійською мовою. Фільм отримав низку кінематографічних нагород, включаючи сім премій «Сезар» .

## Сюжет
«Провидіння» — один з найсміливіших оповідних експериментів знаменитого режисера. У першій частині фільму ми бачимо переслідуваного старого-перевертня і не цілком зрозумілим чином пов'язану з ним судову драму, за якою криється любовний трикутник... Персонажі міняються місцями, сценарій неначе народжується спонтанно перед очима глядача, дію починає переривати голос веселого гультяя.
По ходу сюжету стає зрозумілим, що усе видиме глядачем — фантазії підхмеленого і важко хворого старого письменника (Джон Гілгуд), головними героями яких є його двоє синів (один з яких незаконнонароджений) і дружина одного з них. Старий довільно змінює дію фільму, і глядачеві надається можливість самостійно робити висновки про стосунки, які існують між персонажами у реальному житті.
У останній третині фільму показано возз'єднання письменника з сімейством чудового літнього дня на його заміській дачі. З'ясовується, що негативні персонажі його нічних фантазій у реальному житті — милі, чуйні люди, а самого автора гризе провина за передчасну смерть дружини, яку він проектує на близьких.

## В ролях
| Актор(ка)       |   | Роль                          |
| --------------- | - | ----------------------------- |
| Джон Гілгуд     | … | Клайв Ленгхем                 |
| Дірк Богард     | … | Клод Ленгхем                  |
| Еллен Берстін   | … | Соня Ленгхем                  |
| Девід Ворнер    | … | Кевін Ленгхем / Кевін Вудфорд |
| Елейн Стрітч    | … | Гелен Вінер                   |
| Анна Вінг       | … | Карен                         |
| Сиріл Лакхем    | … | доктор Марк Еддінгтон         |
| Деніс Лоусон    | … | Дейв Вудфорд                  |
| Кетрін Лі Скотт | … | міс Бун                       |

## Значення
- У літературі відзначався вплив авангардистської структури «Провидіння» на фільми Девіда Лінча, такі, як «Шосе в нікуди» і «Малхолланд Драйв».[1]
- Один з видатних акторів XX століття, Джон Гілгуд, вважав, що по-справжньому реалізувати себе в кіно йому вдалося тільки в «Провидінні».[2]

## Визнання
| Нагороди та номінації фільму Провидіння | Нагороди та номінації фільму Провидіння | Нагороди та номінації фільму Провидіння | Нагороди та номінації фільму Провидіння | Нагороди та номінації фільму Провидіння | Нагороди та номінації фільму Провидіння |
| Рік                                     | Нагорода                                | Категорія                               | Номінант                                | Результат                               |                                         |
| --------------------------------------- | --------------------------------------- | --------------------------------------- | --------------------------------------- | --------------------------------------- | --------------------------------------- |
| 1977                                    | Національна спілка кінокритиків США     | Найкращий актор                         | Джон Гілгуд                             | 2-ге місце                              |                                         |
| 1977                                    | Спільнота кінокритиків Нью-Йорка        | Найкращий актор                         | Джон Гілгуд                             | Перемога                                |                                         |
| 1977                                    | Міжнародний кінофестиваль у Вальядоліді | Приз Золотий колос                      | Ален Рене                               | Перемога                                |                                         |
| 1978                                    | Премія «Сезар»                          | Найкращий фільм                         | Провидіння                              | Перемога                                |                                         |
| 1978                                    | Премія «Сезар»                          | Найкращий режисер                       | Ален Рене                               | Перемога                                |                                         |
| 1978                                    | Премія «Сезар»                          | Найкращий сценарист                     | Девід Мерсер                            | Перемога                                |                                         |
| 1978                                    | Премія «Сезар»                          | Найкращий оператор                      | Рікардо Аронович                        | Номінація                               |                                         |
| 1978                                    | Премія «Сезар»                          | Найкращий музика                        | Міклош Рожа                             | Перемога                                |                                         |
| 1978                                    | Премія «Сезар»                          | Найкращі декорації                      | Жак Солньє                              | Перемога                                |                                         |
| 1978                                    | Премія «Сезар»                          | Найкращий монтаж                        | Альберт Юргенсон                        | Перемога                                |                                         |
| 1978                                    | Премія «Сезар»                          | Найкращий звук                          | Рене Маньоль, Жак Момон                 | Перемога                                |                                         |
| 1978                                    | Премія «Боділ»                          | Найкращий європейський фільм            | Провидіння                              | Перемога                                |                                         |
| 1978                                    | Французький синдикат кінокритиків       | Найкращий французький фільм             | Провидіння                              | Перемога                                |                                         |